# Mladeč (nádraží)
Mladeč je dopravna D3 v Mladči v Olomouckém kraji. Leží v km 5,730 neelektrizované jednokolejné železniční trati Litovel předměstí – Mladeč a je její koncovou dopravnou. V jízdním řádu pro rok 2025 ji obsluhují pravidelné osobní vlaky Českých drah na lince M42 ve směru Červenka. Provozovány jsou tři páry osobních vlaků denně, avšak pouze o víkendech a svátcích v době turistické sezóny (od dubna do října).

## Historie
Trať vedoucí kolem Mladče byla uvedena do provozu 1. srpna 1914. Při její stavbě hrála podstatnou roli mladečská vápenka. Podnět ke stavbě dal už o rok dříve Rolnický akciový cukrovar v Litovli, který patřil mezi hlavní odběratele místního vápna. Po vybudování dráhy bylo možné vápno přepravovat i dále na Moravu a na Slovensko. V roce 1925 byla u železniční stanice Mladeč zřízena moderní kruhová vápenka. O dva roky později byla výroba rozšířena vybudováním druhé vápenky, což si vyžádalo také rozšíření vlečky. Od Měrotínských lomů byl vápenec převážen po úzkokolejné průmyslové dráze železnými vozíky. Vápenka v jejímž areálu se dopravna nachází, využívá trať pro převoz materiálu nadále a její případné zrušení by se výroby negativně dotklo.
V roce 1971 bylo nádraží rozšířeno o dřevosklad, který byl vybaven odkorňovačem dříví a manipulační linkou.
V letech 1998–2006 zde byla pozastavena osobní přeprava. V letech 2010–2012 došlo k dalšímu přerušení provozu, oficiálně kvůli rekonstrukci jeskyní. V roce 2021 se kvůli malému počtu cestujících uvažovalo o zakonzervování tratě, nebo dokonce i zrušení.

## Popis
Dopravna leží asi 1,25 km západně od mladečské návsi v areálu vápenky u silnice II/635. Naproti přes silnici se nachází vápencový lom Skalka.
Dopravna je zařazena do Integrovaného dopravního systému Olomouckého kraje. Dopravna je tvořena dvěma dopravními a jednou manipulační kolejí, na kterou navazuje vlečka. V dopravně je jedno nástupiště, které není bezbariérově přístupné. Výpravní budova pochází z roku 1914. Na místě není možné zakoupit jízdenku a k odbavení cestujících dochází ve vlaku.
V roce 2010 byly představeny plány na otevření železničního muzea v budově nádraží. Plné zprovoznění se plánovalo na rok 2014, kdy trať slavila sto let od svého otevření.